# Henicotyle antillarum
Henicotyle antillarum är en kackerlacksart som först beskrevs av Brunner von Wattenwyl 1892.  Henicotyle antillarum ingår i släktet Henicotyle och familjen storkackerlackor. Inga underarter finns listade i Catalogue of Life.